# Armando Zibechi
Armando Zibechi – piłkarz urugwajski, pomocnik.
Jako piłkarz klubu Montevideo Wanderers był w kadrze reprezentacji Urugwaju podczas turnieju Copa América 1917, gdzie Urugwaj drugi raz z rzędu zdobył tytuł mistrza Ameryki Południowej. Zibechi nie zagrał w żadnym meczu.
Był w kadrze reprezentacji na turniej Copa América 1920, gdzie Urugwaj po raz trzeci sięgnął po mistrzostwo Ameryki Południowej. Także i tym razem nie wystąpił w żadnym spotkaniu.
Zibechi tylko raz zagrał w reprezentacji Urugwaju - 25 sierpnia 1923 roku w zremisowanym 1:1 towarzyskim meczu z Argentyną.